# Topolany
Topolany är en ort i Tjeckien.   Den ligger i regionen Södra Mähren, i den östra delen av landet, 210 km öster om huvudstaden Prag. Topolany ligger 233 meter över havet och antalet invånare är 293.
Terrängen runt Topolany är varierad. Topolany ligger nere i en dal. Runt Topolany är det ganska tätbefolkat, med 60 invånare per kvadratkilometer. Närmaste större samhälle är Vyškov, 3,0 km väster om Topolany. Trakten runt Topolany består till största delen av jordbruksmark.